# 내남중학교
내남중학교는 경상북도 경주시 내남면 이조중앙길 27에 위치해 있었던 사립 중학교로, 현재는 폐교되었다.

## 연혁
학교법인 광한학원은 만송 김육만 선생이 당시의 경제적 어려움을 무릅쓰고 자신은 청빈한 생활로 어렵게 학교를 설립하였다. 원래는 내남면 용장리 150에 위치하고 있었으나 태풍으로 건물을 유실당하여 학교를 시내쪽으로 세우고자 했으나 농촌을 살리기 위해 학교가 필요하다며 시골학생들이 쉽게 다닐수 있는 현재의 위치로 이전하였다.
- 1952년 5월 1일 : 학교법인 광한학원 설립인가(경상북도 경주시 내남면 용장리 150)
- 1953년 3월 5일 : 내남중학교 설립인가(9학급), 초대 김육만 교장 취임
- 1960년 3월 15일 : 현위치로 이전
- 1984년 9월 19일 : 구자향 이사장 취임
- 1997년 8월 15일 : 설립자 만송 김육만 선생님 동상 제막
- 1998년 2월 28일 : 제46회 졸업식(누계:5125명)을 끝으로 폐교

## 현황
- 지역 : 경상북도 경주시 내남면 이조중앙길 27
- 추진유형 : 본교폐지
- 폐교당시 학급 수 : 9학급
- 추진일 : 1998년

## 같이 보기
- 삼성생활예술고등학교